# گوهارینه ملکومیان
گوهارینه قاهرامانی ملکومیان (ارمنی: Գոհարինե Ղահրամանի Մելքումյան؛ زاده ۱۹۰۵ - درگذشته ۱۹۷۱) خواننده اپرا اهل ارمنستان بود. وی بین سال‌های - تا - میلادی فعالیت می‌کرد.

## زندگی‌نامه
وی در ۱۹۰۵ در تفلیس در به دنیا آمد و از کنسرواتوار دولتی تفلیس فارغ‌التحصیل گشت. کنسرواتوار دولتی کومیتاس ایروان وی همچنین برنده جوایزی همچون چهره هنری شایسته ارمنستان شوروی شد. وی در ۱۹۷۱ در سن ۶۶ سالگی در ایروان درگذشت.